# María Teresa Rivas
María Teresa Rivas (Jalisco, 6 de maio de 1918—Cidade do México, 23 de julho de 2010) foi uma atriz mexicana.

## Filmografia

### Televisão
- Mujer, casos de la vida real (2001)
- Carita de ángel (2000).... Hilda Valle
- Amor gitano (1999).... Aya Petra
- La jaula de oro .... Ofelia Casasola
- Agujetas de color de rosa (1994).... Elvira Armendares
- Capricho (1993).... Doña Isabel vda. de Montaño
- Televiteatros (1993)
- Balada por un amor (1990).... Victoria
- Papá soltero (1987).... Clara
- El precio de la fama (1987).... Mercedes
- Bianca Vidal (1983).... Esther Monasterio de Medina Rivas
- Amalia Batista (1983).... Doña Esperanza
- Los Pardaillan (1981).... Catalina de Médicis
- Colorina (1980).... Ana María de la Vega de Almazán
- Verónica (1980).... Marcelina
- Los ricos también lloran (1979).... Sor Úrsula
- Añoranza (1979)
- Ángel Guerra (1979)
- Una mujer (1978)
- Pacto de amor (1977).... Ruth
- Barata de primavera (1975).... Laura Palmer
- Pobre Clara (1975).... Doña Mercedes Escobedo
- Mi rival (1973)
- Nosotros los pobres (1973)
- La señora joven (1972) .... Martha
- Velo de novia (1971).... Rita
- Magdalena (1970)
- Lo que no fue (1969) .... Cristina
- Cruz de amor (1968).... Doña Delfina de los Monteros
- Las víctimas (1967)
- La dueña (1966).... Silvia
- Las abuelas (1965)
- Marina Lavalle (1965)
- Gran teatro (1964)
- Cumbres Borrascosas (1964)
- La herencia (1962)
- Una noche sin mañana (1961)
- Claudia (1960)
- Gabriela (1960).... Gabriela
- Puerta de suspenso (1959)
- Gutierritos (1958).... Rosa Hernández de Gutiérrez

### Cinema
- El maleficio II (1986).... Tía
- Una leyenda de amor (1982)
- Visita al pasado (1981).... Josefa, la Corregidora
- El esperado amor desesperado (1976).... Albertina
- Siempre hay una primera vez (1971) .... Doña Raquel
- La viuda blanca (1970).... Victoria
- Remolino de pasiones (1970).... Sra. Landa
- La guerra de las monjas (1970).... Doña Angustias
- Paula (1969)
- El corrido de "El hijo desobediente" (1968)
- Fando y Lis (1968).... Mamá de Fando
- Ven a cantar conmigo (1967).... Directora
- Las dos rivales (1966)
- El proceso de Cristo (1966).... Claudia
- He matado a un hombre (1964).... Amalia Burgos
- Cri Cri el grillito cantor (1963) Secretaria de la XEW
- Cuando los hijos se pierden (1963)
- El analfabeto (1961).... Sra González
- Ellas también son rebeldes (1961).... Margarita Godinez
- Guantes de oro (1961)
- Simitrio (1961)
- Qué noche aquella (1959)
- Las señoritas Vivanco (1959).... Adelaida Covarrubias
- El derecho a la vida (1959).... Etelvina
- Miércoles de Ceniza  (1958).... Elvira
- El diario de mi madre (1958).... Alicia
- Con quién andan nuestras hijas (1956).... Teresa
- Tierra de hombres (1956)

### Teatro
- La señora en su balcón (1966), de Elena Garro.
- Filomena Marturano (1957).
- La danza macabra (1970), de August Strindberg.
- Hipolito (1974), de Euripides.
- La galería del silencio, de Hugo Argüelles.

## Prêmios e indicações

### TVyNovelas
| Ano  | Categoria              | Telenovela                | Resultado |
| ---- | ---------------------- | ------------------------- | --------- |
| 1995 | Melhor atriz principal | Agujetas de color de rosa | Indicado  |
| 1994 | Melhor atriz principal | Capricho                  | Indicado  |